# Prognathodes obliquus
Prognathodes obliquus је зракоперка из реда Perciformes и фамилије Chaetodontidae. 

## Угроженост
Ова врста се сматра рањивом у погледу угрожености врсте од изумирања.

## Распрострањење
Ареал врсте је ограничен на једну државу. 
Бразил је једино познато природно станиште врсте.